# Gmina Sveti Filip i Jakov
Gmina Sveti Filip i Jakov (chorw. Općina Sveti Filip i Jakov) – gmina w Chorwacji, w żupanii zadarskiej. W 2011 roku liczyła  4606 mieszkańców.